# Junioren-Weltmeisterschaften im Rudern 2011
Die Junioren-Weltmeisterschaften im Rudern 2011 fanden vom 3. bis 7. August 2011 in Eton in Großbritannien statt. Die Wettbewerbe wurden auf dem Dorney Lake ausgetragen und dienten als Generalprobe für die olympische Ruderregatta 2012 auf derselben Anlage.
Bei den Meisterschaften wurden 13 Wettbewerbe ausgetragen, davon sieben für Jungen und sechs für Mädchen.
Teilnahmeberechtigt war eine Mannschaft je Wettbewerbsklasse aus allen Mitgliedsverbänden des Weltruderverbandes. Eine Qualifikationsregatta existierte nicht.

## Ergebnisse
Hier sind die Medaillengewinner aus den A-Finals aufgelistet. Diese waren mit sechs Booten besetzt, die sich über Vor- und Hoffnungsläufe sowie Viertel- und Halbfinals für das Finale qualifizieren mussten. Die Streckenlänge betrug in allen Läufen 2000 Meter.

### Junioren
| Bootsklasse                   | Gold | Gold    | Silber | Silber  | Bronze | Bronze  |
| ----------------------------- | --- | ------- | --- | ------- | --- | ------- |
| Einer (JM1x)                  | Deutschland Stephan Riemekasten | 7:03,41 | Griechenland Alexandros Dafnis | 7:05,42 | Ukraine Andrii Mykhailov | 7:05,78 |
| Doppelzweier (JM2x)           | Deutschland Kai Fuhrmann Denis Sittel | 6:33,66 | Frankreich Hugo Boucheron Alberic Cormerais | 6:36,65 | Tschechien Adam Sterbak Martin Slavik | 6:40,36 |
| Doppelvierer (JM4x)           | Rumänien Ioan Prundeanu Ionut Luca Adrian Cionca Cosmin-Ilie Cuciurean                                                                                      | 6:01,62 | Italien Marco Chiodelli Luca Rambaldi Marco Ferracci Marco Calamaro                                                                                             | 6:03,22 | Deutschland Maximilian Schäfer Ole Daberkow Finn Schröder Rene Stüven                                                                              | 6:03,96 |
| Zweier ohne Steuermann (JM2-) | Rumänien Vlad-Dragos Aicoboae Toader-Andrei Gontaru | 6:50,49 | Spanien Alvaro Romero Garcia Alejandro Fernandez Lomba | 6:51,83 | Griechenland Konstantinos Christomanos Alexandros Louloudis                                                                                        | 6:53,10 |
| Vierer ohne Steuermann (JM4-) | Deutschland Maximilian Johanning Johannes Weißenfeld Malte Jakschik Lukas-Frederik Müller                                                                   | 6:04,49 | Spanien Marco Sardelli Gil Sergio Garcia Sanjulian Pau Franquet Monfort Jaime Lara Pacheco                                                                      | 6:06,73 | Rumänien Dumitru Mariuc Vasile Agafitei Bogdanel-Nicolaie Ivan Neculai Aniculesei                                                                  | 6:07,00 |
| Vierer mit Steuermann (JM4+)  | Australien Philip Adams Aaron Wright Louis Snelson Alexander Hill Stuart Sim (Stm.)                                                                         | 6:21,79 | Neuseeland Gregory Brand Louis van Velthooven Adam Smith Andrew Potter Caleb Shepherd (Stm.)                                                                    | 6:23,10 | Italien Nicholas Brezzi Mario Cuomo Dario Duchich Vincenzo Abbagnale Dario Favilli (Stm.)                                                          | 6:23,67 |
| Achter (JM8+)                 | Italien Guglielmo Carcano Marco Marcelli Bernardo Nannini Leone Barbaro Giovanni Abagnale Pietro Zileri Matteo Lodo Giuseppe Vicino Enrico D’Aniello (Stm.) | 5:41,83 | Vereinigtes Königreich Robert Wickstead Alexander Lloyd Eduardo Munno Jamie Copus John Carter Frederic Vystavel Luke Briggs Cameron Macritchie Ed Bosson (Stm.) | 5:44,54 | Deutschland Jan Bernhard Jakob Kaltenbach Daniel Walter Dirk Flassner Moritz Bock Nico Merget Oliver Mittelstädt Finn Knüppel Leopold Bertz (Stm.) | 5:46,04 |

### Juniorinnen
| Bootsklasse                   | Gold | Gold    | Silber | Silber  | Bronze | Bronze  |
| ----------------------------- | --- | ------- | --- | ------- | --- | ------- |
| Einer (JW1x)                  | Deutschland Anne Beenken | 7:58,00 | Irland Holly Nixon | 7:59,56 | Lettland Elza Gulbe | 8:02,62 |
| Doppelzweier (JW2x)           | Litauen Milda Valčiukaitė Ieva Adomaviciute | 7:17,87 | Deutschland Julia Leiding Constanze Sydow | 7:19,35 | Frankreich Elodie Ravera-Scaramozzino Daphne Socha | 7:20,10 |
| Doppelvierer (JW4x)           | Deutschland Franziska Kreutzer Anne Marie Kroll Rona Schulz Shirin Brockmann                                                                              | 6:31,07 | Niederlande Karien Robbers Anne Fischer Kirsten Lanz Ilse Paulis | 6:34,48 | Rumänien Ioana Vrînceanu Isabela-Mihaela Solomon Ionela-Madalina Rusu Laura Oprea                                                                                            | 6:35,23 |
| Zweier ohne Steuerfrau (JW2-) | Italien Serena Lo Bue Giorgia Lo Bue | 7:25,38 | Deutschland Michelle Lauer Lena Klemm | 7:29,58 | Griechenland Vasiliki Ntalamagka Eleni Diamanti | 7:29,79 |
| Vierer ohne Steuerfrau (JW4-) | Vereinigte Staaten Jessica Eiffert Mia Croonquist Lucy Grinalds Chandler Lally                                                                            | 6:48,77 | Vereinigtes Königreich Elizabeth Horne Nicole Lamb Anastasia Merlott Chitty Amber de Vere                                                                                                   | 6:50,53 | Neuseeland Catherine Shields Alice White Frederika Archibald Grace Spoors | 6:51,36 |
| Achter (JW8+)                 | Deutschland Marie Uhlig Elisaveta Sokolkova Anne Dietrich Juliane Bosse Sophia Wüllner Marisa Staelberg Mara Kölker Nadine Seehaus Deborah Walther (Stf.) | 6:20,16 | Rumänien Dana-Adina Szekely Florentina Filipovici Ana-Maria Simion Ana-Maria Aftode Andreea Birica Madalina Buzdugan Elena-Lavinia Tarlea Viviana-Iuliana Bejinariu Georgiana Danciu (Stf.) | 6:23,66 | Vereinigte Staaten Deidre Fitzpatrick Katherine Toothman Logan Harris Caitlin Byrnes Georgia Ratcliff Madeleine Wolf Charlotte Passot Abigayle Young Christine Devlin (Stf.) | 6:32,28 |

## Medaillenspiegel
| Platz | Land                   | Gold | Silber | Bronze | Gesamt |
| ----- | ---------------------- | ---- | ------ | ------ | ------ |
| 1     | Deutschland            | 6    | 2      | 2      | 10     |
| 2     | Rumänien               | 2    | 1      | 2      | 5      |
| 3     | Italien                | 2    | 1      | 1      | 4      |
| 4     | Vereinigte Staaten     | 1    |        | 1      | 2      |
| 5     | Australien             | 1    |        |        | 1      |
| 5     | Litauen                | 1    |        |        | 1      |
| 7     | Spanien                |      | 2      |        | 2      |
| 7     | Vereinigtes Königreich |      | 2      |        | 2      |
| 9     | Griechenland           |      | 1      | 2      | 3      |
| 10    | Frankreich             |      | 1      | 1      | 2      |
| 10    | Neuseeland             |      | 1      | 1      | 2      |
| 12    | Irland                 |      | 1      |        | 1      |
| 12    | Niederlande            |      | 1      |        | 1      |
| 14    | Tschechien             |      |        | 1      | 1      |
| 14    | Lettland               |      |        | 1      | 1      |
| 14    | Ukraine                |      |        | 1      | 1      |
| Summe | Summe                  | 13   | 13     | 13     | 39     |